# Wielka nagroda
Wielka nagroda (ang. National Velvet) – amerykański film z 1944 w reżyserii Clarence’a Browna.

## Obsada
- Mickey Rooney jako Michael "Mi" Taylor
- Elizabeth Taylor jako Velvet Brown
- Donald Crisp jako pan Herbert Brown
- Angela Lansbury jako Edwina Brown
- Anne Revere jako pani Araminty Brown
- Jackie Jenkins jako Donald Brown
- Juanita Quigley jako Malvolia "Mally" Brown
- Arthur Treacher jako Race Patron
- Reginald Owen jako farmer Ede
- Norma Varden jako panna Sims
- Terry Kilburn jako Theodore "Ted"
- Arthur Shields jako pan Hallam
- Aubrey Mather jako urzędnik przyjmujący zgłoszenia
- Alec Craig jako Timothy "Tim"
- Eugene Loring jako Ivan Taski
- Jane Isbell jako uczennica Jane
- Matthew Boulton jako urzędnik przyjmujący zgłoszenia
- Gordon Richards jako doktor
- Barry Macollum jako mieszczuch (niewymieniony w czołówce)
- Gerald Oliver Smith jako fotograf (niewymieniony w czołówce)
- Harry Allen jako kierowca vana (niewymieniony w czołówce)
- Mona Freeman jako uczennica (niewymieniona w czołówce)

## Nagrody i nominacje
| Nazwa nagrody | Wygrane                                                                      | Nominacje |
| ------------- | ---------------------------------------------------------------------------- | --- |
| Oscar         | 1946 Najlepsza aktorka drugoplanowa Anne Revere Najlepszy montaż Robert Kern | 1946 Najlepszy reżyser Clarence Brown Najlepsza scenografia - filmy kolorowe Cedric Gibbons, Edwin B. Willis, Mildred Griffiths, Urie McCleary Najlepsze zdjęcia - filmy kolorowe Leonard Smith |

## Wyróżnienia
| Rok wyróżnienia | Amerykański Instytut Filmowy                                     | Miejsce                               |
| --------------- | ---------------------------------------------------------------- | ------------------------------------- |
| 2006            | Lista 100 najbardziej inspirujących filmów wszech czasów         | 24.                                   |
| 2008            | Lista 10 najlepszych filmów w 10 klasycznych gatunkach filmowych | 9. miejsce w kategorii filmy sportowe |